# Kanton Limoges-Isle
Kanton Limoges-Isle (francouzsky Canton de Limoges-Isle) je francouzský kanton v departementu Haute-Vienne v regionu Limousin. Tvoří ho dvě obce.

## Obce kantonu
- Isle
- Limoges (část)